# Stundin
Stundin — исландская газета, выходящая раз в две недели и известная своими журналистскими расследованиями. Существует в форме интернет-издания и новостного журнала. Основана в 2015 году бывшими сотрудниками DV. Финансировалась через платформу Karolina Fund и достигла своей цели в пять миллионов исландских крон за два дня. Главные редакторы газеты — Ингибьёрг Дёгг Кьяртансдоуттир и Йоун Трёйсти Рейниссон.